# Federação Austríaca de Voleibol
A Federação Austríaca de Voleibol  (em alemão: Österreichischer Volleyballverband OVV) é  uma organização fundada em 1953 que governa a pratica de voleibol na Áustria, sendo membro da Federação Internacional de Voleibol e da Confederação Européia de Voleibol, a entidade é responsável por  organizar  os campeonatos nacionais de  voleibol masculino e feminino no país.